# Джонсон, Ларри (аналитик)
Ларри Джонсон (англ. Lurry Johnson; род. Индепенденс) — американский блогер, политический комментатор и бывший аналитик Центрального разведывательного управления, специалист по контртеррористической деятельности. Он является совладельцем и генеральным директором Business Exposure Reduction Group (BERG) Associates, LLC, а также соучредителем ассоциации ветеранов разведки Veteran Intelligence Professionals for Sanity (VIPS).

## Карьера
Джонсон четыре года проработал аналитиком в ЦРУ, затем перешел в Управление по борьбе с терроризмом Госдепартамента США. В 1993 году Джонсон оставил государственную службу, чтобы присоединиться к частному сектору, «продолжая строить двойную карьеру в качестве бизнес-консультанта и эксперта по вопросам разведки». Он выступал в этом качестве в телевизионных программах, таких как The News Hour и Larry King Live, давая свои комментарии.

## Взгляды

### Начало 1990-х — 2008 г.
В многочисленных работах и интервью в конце 1990-х и начале 2000-х годов Джонсон преуменьшал значение угрозы, исходящей от терроризма. В 1998 году он охарактеризовал Усаму бен Ладена как человека, который был одержим «ненавистью и безумием», и если оставить его в покое, «он продолжит терроризировать американцев по всему миру. Он не испытывает угрызений совести, убивая женщин и детей. Он полный эгалитарист в своем убийственном отношении». В более поздних интервью (1999, 2000) Джонсон сказал, что американцы преувеличивают угрозы, исходящие от бен Ладена. В июле 2001 года, за два месяца до атак 11 сентября, Джонсон выступил со статьей в New York Times под названием «Снижение террористической угрозы», в которой утверждал, что «терроризм — не самая большая проблема безопасности, с которой сталкиваются Соединенные Штаты, и его не следует изображать таким образом».
В 2003 году Джонсон заявил, что, хотя он и не одобряет пытки, «система лишения сна и вознаграждения» может быть полезна для получения информации от Халида Шейха Мохаммеда.
В мае 2003 года Джонсон присоединился к членам организации «Ветераны разведки за здравомыслие» (VIPS), осудив манипулирование разведданными в политических целях.
Джонсон стал ярым критиком администрации Буша в мае 2003 года за  ведение войны в Ираке и, несколько месяцев спустя, за разоблачение агента ЦРУ Валери Плейм Уилсон. В июле 2006 года в своем сообщении в Daily Kos Джонсон резко раскритиковал бывшего аналитика ЦРУ Майкла Шойера (назвав его, среди прочего, «злобным маленьким придурком») и назвал вторжение Израиля в Ливан «глупостью».
После того, как Роберт Новак написал колонку, в которой назвал Валери Уилсон (жену бывшего посла Джозефа К. Уилсона ) агентом ЦРУ, СМИ пригласили Джонсона прокомментировать последовавший скандал, поскольку он проходил обучение вместе с Валери Уилсон. В программе Democracy Now! он заявил интервьюеру Эми Гудман, что прикрытие Валери Уилсон следовало бы уважать, независимо от того, была ли она «аналитиком» или «уборщицей». Если СМИ позволяют себе «отвлекаться на подобные кривые движения, они игнорируют проблему».

### С 2008 по настоящее время

#### Мистификация Мишель Обамы
Начиная с 2007 года Джонсон выступал с критикой президентской кампании Барака Обамы 2008 года. В результате он подвергся нападкам со стороны своих бывших союзников на левом фланге политики. По данным The New York Times, Джонсон «больше всего известен тем, что в 2008 году распространил мистификацию о том, что Мишель Обама была заснята на видео с оскорблениями в адрес белых». 16 мая 2008 года Джонсон опубликовал статью под названием «Выбросит ли Барак маму из поезда?», в которой утверждалось, что существует запись, на которой Мишель Обама «ругает «белых» в церкви Джереми Райта».  Джонсон заявил, что республиканцы владеют записью и она «хранится до осени, чтобы предоставить ее в подходящее время».  Сайт кампании Обамы «Борьба с клеветой» опроверг слухи. 21 октября 2008 года Джонсон сказал, что, по словам одного из его источников, организаторы президентской кампании Маккейна «вмешались и потребовали не использовать запись». 

#### Прослушка телефонных разговоров Дональда Трампа британской разведкой
В марте 2017 года Эндрю Наполитано заявил в программе Fox & Friends, что GCHQ, британская служба радиотехнической разведки, прослушивала телефонные разговоры Дональда Трампа во время президентской кампании 2016 года по приказу президента Обамы. Джонсон был источником этого заявления . Шон Спайсер, пресс-секретарь президента Трампа, повторил это заявление. Fox News позже опровергла заявление Наполитано.